# Visegrad 4 Bicycle Race Grand Prix Slovakia 2019
Visegrad 4 Bicycle Race Grand Prix Slovakia 2019 – 6. edycja wyścigu kolarskiego Visegrad 4 Bicycle Race Grand Prix Slovakia, która odbyła się 12 maja 2019 na liczącej 155 kilometrów trasie z Bratysławy do miejscowości Senec. Wyścig był częścią UCI Europe Tour 2019.

## Drużyny
| Continental teams (13)- Elkov-Author - Voster ATS Team - Wibatech Merx - Dukla Banská Bystrica - Maloja Pushbikers - Ljubljana Gusto Santic - Hrinkow Advarics Cycleang - Pardus-Tufo Prostejov - Hurom BDC Development - CCC Development Team - Sport.Land. Niederösterreich Selle SMP-St Rich Bikewear - Pannon - Apple Team Reprezentacja- Serbia Amatorskie zespoły kolarskie (2)- WSA KTM Graz - Gallina-Colosio-Eurofeed Regionalne i klubowe drużyny (13)- Union Raiffeisen Radteam Tirol - CK Příbram Fany Gastro - mebloJOGI Pro-concrete - TJ Favorit Brno - TJ Slávia ŠG Trenčín - Epronex-BSS Oil Team - Team Dukla Praha - Topforex Lapierre Pro Cycling Team - Cyklistický tím Firefly - CK Spartak Tlmače - PROefekt team - Bratislava Region - CyS - Akadémia Petra Sagana |
| |

## Klasyfikacja generalna
| \| Klasyfikacja generalna \| Klasyfikacja generalna \| Klasyfikacja generalna \| Klasyfikacja generalna \| Klasyfikacja generalna \| \| Kolarz \| Kolarz \| Państwo \| Drużyna \| Czas \| \| ---------------------- \| ---------------------- \| ---------------------- \| ------------------------------ \| ---------------------- \| \| 1. \| Alois Kaňkovský \| Czechy \| Elkov-Author \| 3h 27' 09" \| \| 2. \| Paweł Franczak \| Polska \| Voster ATS Team \| + 0" \| \| 3. \| Dominik Neuman \| Czechy \| Elkov-Author \| + 0" \| \| 4. \| Michael Kukrle \| Czechy \| Elkov-Author \| + 0" \| \| 5. \| Matej Zahálka \| Czechy \| Elkov-Author \| + 0" \| \| 6. \| Szymon Krawczyk \| Polska \| Voster ATS Team \| + 2" \| \| 7. \| Marceli Bogusławski \| Polska \| Wibatech Merx \| + 2" \| \| 8. \| Philipp Wurm \| Austria \| Union Raiffeisen Radteam Tirol \| + 14" \| \| 9. \| Adrian Banaszek \| Polska \| Voster ATS Team \| + 1' 31" \| \| 10. \| Ján Andrej Cully \| Słowacja \| Dukla Banská Bystrica \| + 1' 44" \| |                     |          |                                |            |
| |                     |          |                                |            |
| Źródło: ProCyclingStats |                     |          |                                |            |
| Klasyfikacja generalna |                     |          |                                |            |
| Kolarz | Kolarz              | Państwo  | Drużyna                        | Czas       |
| 1. | Alois Kaňkovský     | Czechy   | Elkov-Author                   | 3h 27' 09" |
| 2. | Paweł Franczak      | Polska   | Voster ATS Team                | + 0"       |
| 3. | Dominik Neuman      | Czechy   | Elkov-Author                   | + 0"       |
| 4. | Michael Kukrle      | Czechy   | Elkov-Author                   | + 0"       |
| 5. | Matej Zahálka       | Czechy   | Elkov-Author                   | + 0"       |
| 6. | Szymon Krawczyk     | Polska   | Voster ATS Team                | + 2"       |
| 7. | Marceli Bogusławski | Polska   | Wibatech Merx                  | + 2"       |
| 8. | Philipp Wurm        | Austria  | Union Raiffeisen Radteam Tirol | + 14"      |
| 9. | Adrian Banaszek     | Polska   | Voster ATS Team                | + 1' 31"   |
| 10. | Ján Andrej Cully    | Słowacja | Dukla Banská Bystrica          | + 1' 44"   |